# Haus der Sowjets (Kaliningrad)

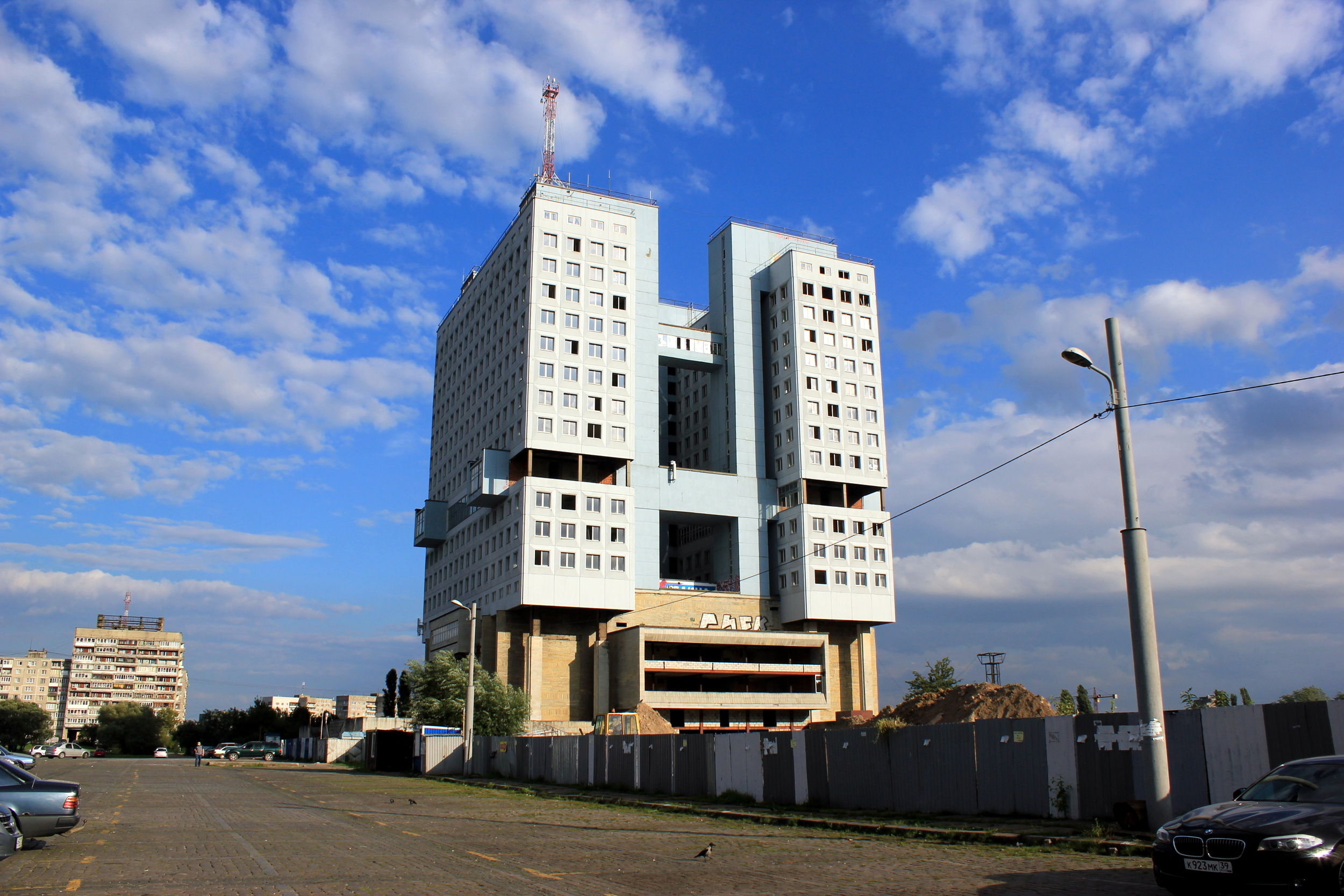
Haus der Sowjets (2016)

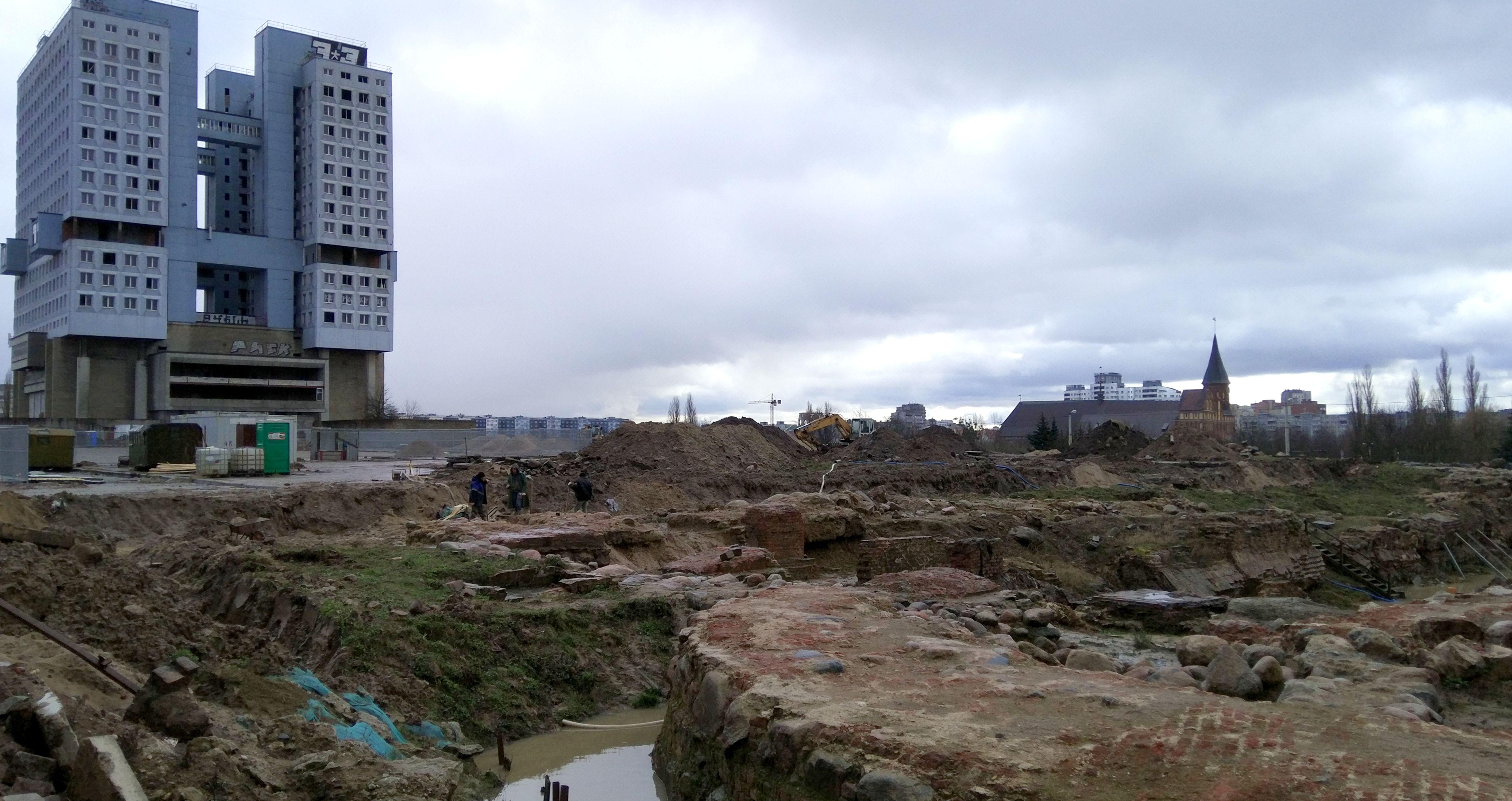
Archäologische Ausgrabungen im Januar 2018 auf dem ehemaligen Schlossplatz vor dem Haus der Sowjets (im Hintergrund der Königsberger Dom)

Das Haus der Sowjets (russisch Дом Советов Dom Sowetow; deutsch auch Haus der Räte oder Rätehaus) war ein Gebäude in Kaliningrad (früher Königsberg) in Russland. Das in den 1970er Jahren erbaute, aber nicht fertiggestellte Hochhaus befand sich südöstlich des heutigen Stadtzentrums im Bereich der früheren Königsberger Altstadt an der Stelle des ehemaligen Burggrabens des Königsberger Schlosses. Ursprünglich sollten die Stadt- und die Oblastverwaltung, d. h. die Räte (Sowjets) in dieses Gebäude einziehen. Das Gebäude wurde ab Mai 2023 abgerissen, im August 2024 war das Gebäude komplett abgetragen.

## Geschichte
1967 wurde die Ruine des Königsberger Schlosses, in deren Keller sich womöglich das Bernsteinzimmer befand, auf Befehl Breschnews gesprengt. Dies führte eventuell zur Auflockerung des Untergrundes, der an dieser Stelle nicht fest genug war für das im Bau befindliche 16-stöckige Hochhaus. Die sich daraus ergebenden statischen Probleme führten in den 1970er Jahren zur Einstellung der Bauarbeiten; das Rätehaus blieb eine Bauruine.
In den 1990er Jahren wurden mehrmals Investoren für das Gebäude gesucht, die darin ein Geschäftszentrum eröffnen sollten. Da sich in der Zwischenzeit ein Rechtsstreit zwischen der Stadt und einem abgesprungenen Investor entwickelte, sind die Bauarbeiten nicht wieder aufgenommen worden. Pläne, das Haus bis zum Stadtjubiläum im Juli 2005 zumindest äußerlich herzurichten und mit Fenstern zu versehen, wurden nur teilweise umgesetzt. Offiziell war weiterhin beabsichtigt, die Bauruine zu einem Verwaltungs- und Geschäftszentrum auszubauen, ohne dass konkret feststand, wann und in welcher Form dies erfolgen sollte. Daneben existierten allerdings auch schon zu dieser Zeit Abrisspläne.

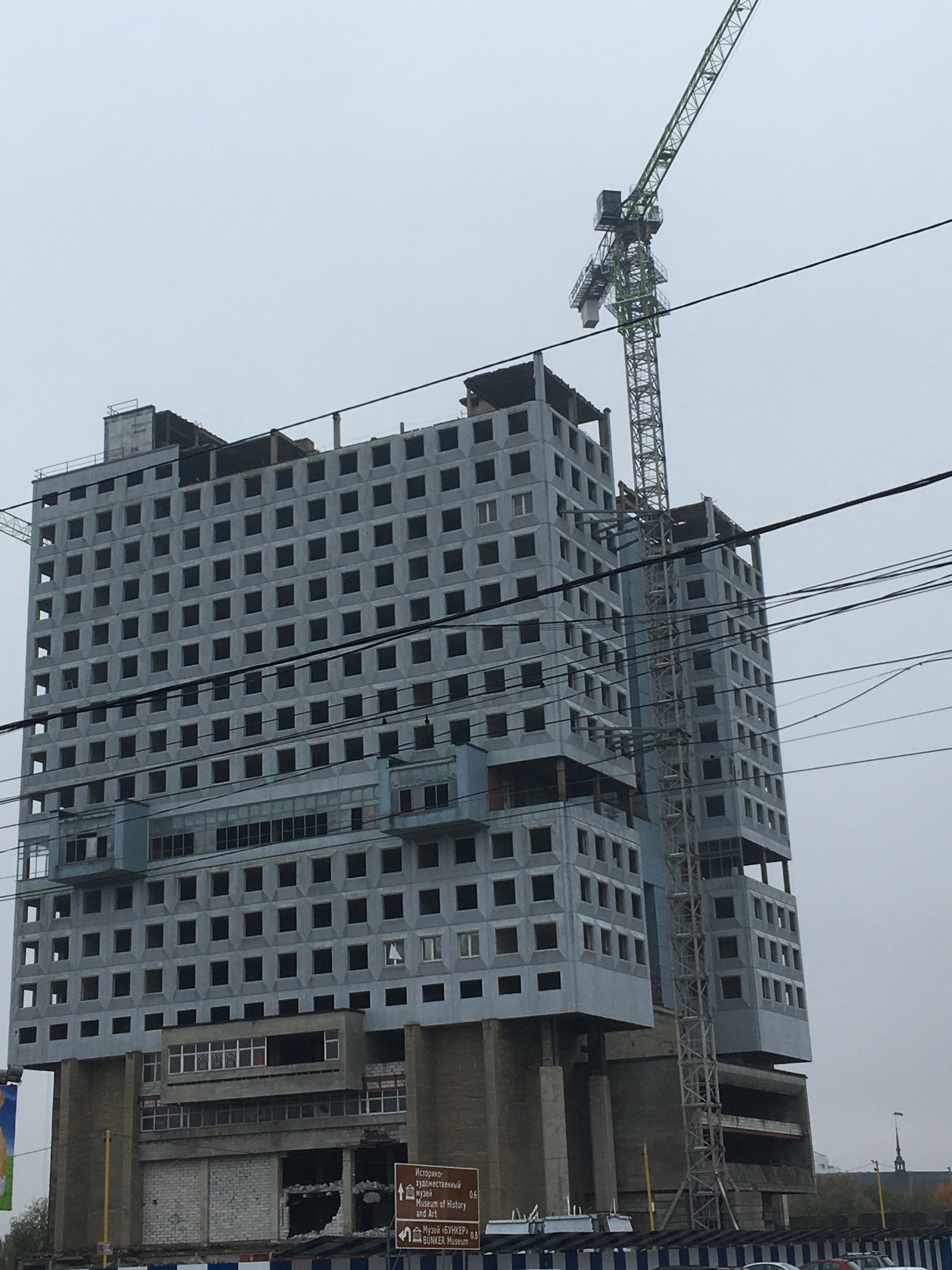
Der Abriss der oberen Stockwerke des Gebäudes (Oktober 2023)

Es galt in seinem unfertigen Zustand als ein markantes Wahrzeichen der nach den schweren Zerstörungen des Zweiten Weltkrieges neu aufgebauten Stadt, oder – je nach Ansicht – für das Scheitern der Sowjetunion. Im Volksmund wurde das Absacken des Gebäudes mitunter auch als „Rache der Preußen“ bezeichnet.
Direkt westlich des Rätehauses erstreckt sich der auf dem Areal der 1967 gesprengten Schlossruine angelegte Zentralplatz, welcher, entgegen seiner Bezeichnung, nicht im heutigen Stadtzentrum liegt, sondern etwa 1,5 Kilometer südöstlich davon. Im Januar 2018 fanden dort Ausgrabungen statt. 
Im November 2020 kündigte Gouverneur Anton Alichanow den Abriss des Gebäudes ab dem Februar oder März 2021 an. Das Gebäude sei laut einem Gutachten aufgrund der langen Nichtnutzung zu Schäden gekommen, die nur sehr teuer zu beheben seien; Abriss und Neubau seien demnach günstiger. An dortiger Stelle soll ein neues Stadtzentrum entstehen, jedoch sind der Öffentlichkeit noch keine genauen Pläne bekannt.
Am 18. Mai 2023 wurde mit dem Abriss des Gebäudes begonnen, welcher ursprünglich schon für 2021 geplant war.
Im August 2024 war das Gebäude komplett abgetragen.